# شیرهای غران در خانه
شیرهای غران در خانه (انگلیسی: Roaring Lions at Home) یک فیلم کمدی کوتاه آمریکایی است که در سال ۱۹۲۴ منتشر شد. از بازیگران این فیلم می‌توان به اولیور هاردی اشاره کرد.